# Ligat ha’Al 2016/17
Die Ligat ha’Al 2016/17 war die 18. Saison seit ihrer Einführung unter diesem Namen im Jahre 1999 und die 75. Spielzeit der höchsten israelischen Spielklasse im Männerfußball. Sie begann am 20. August 2016 und endete am 20. Mai 2017.
Meister wurde Titelverteidiger Hapoel Be’er Scheva.

## Mannschaften
| Verein                      | Stadt          | Stadion                            | Kapazität |
| --------------------------- | -------------- | ---------------------------------- | --------- |
| MS Aschdod                  | Aschdod        | HaYud-Alef-Stadion                 | 07.800    |
| Hapoel Aschkelon            | Aschkelon      | Sala-Stadion                       | 5.250     |
| Hapoel Be’er Scheva         | Be’er Scheva   | Turner-Stadion                     | 16.126    |
| Hapoel Haifa                | Haifa          | Sammy-Ofer-Stadion                 | 0030.942  |
| Maccabi Haifa               | Haifa          | Sammy-Ofer-Stadion                 | 30.942    |
| Beitar Jerusalem            | Jerusalem      | Teddy-Stadion                      | 0031.733  |
| Hapoel Ironi Kirjat Schmona | Kirjat Schmona | Städtisches Stadion Kirjat Schmona | 05.300    |
| Hapoel Kfar Saba            | Kfar Saba      | Levita-Stadion                     | 05.800    |
| Maccabi Petach Tikwa        | Petach Tikwa   | HaMoshava-Stadion                  | 11.500    |
| Hapoel Ra’anana             | Ra’anana       | Netanja-Stadion                    | 13.610    |
| FC Bnei Sachnin             | Sachnin        | Doha-Stadion                       | 08.500    |
| Bne Jehuda Tel Aviv         | Tel Aviv-Jaffa | HaMoshava-Stadion                  | 11.500    |
| Hapoel Tel Aviv             | Tel Aviv-Jaffa | HaMoshava-Stadion                  | 11.500    |
| Maccabi Tel Aviv            | Tel Aviv-Jaffa | Netanja-Stadion                    | 13.610    |

## Vorrunde
In der Vorrunde wurde eine Doppelrunde zwischen allen 14 Mannschaften ausgespielt. Anschließend qualifizierten sich die sechs bestplatzierten Vereine für die Meisterrunde, in der neben der israelischen Meisterschaft auch die internationalen Startplätze ausgespielt wurden. Die weiteren acht Vereine spielten in der Abstiegsrunde gegen den Abstieg in die zweitklassige Liga Leumit.

### Abschlusstabelle
| Pl. | Verein                      | Sp. | S  | U  | N  | Tore    | Diff. | Punkte |
| --- | --------------------------- | --- | -- | -- | -- | ------- | ----- | ------ |
| 1.  | Hapoel Be’er Scheva (M)     | 26  | 18 | 5  | 3  | 054:130 | +41   | 59     |
| 2.  | Maccabi Tel Aviv            | 26  | 17 | 5  | 4  | 044:180 | +26   | 56     |
| 3.  | Maccabi Petach Tikwa        | 26  | 13 | 9  | 4  | 036:230 | +13   | 48     |
| 4.  | Beitar Jerusalem            | 26  | 10 | 10 | 6  | 034:270 | +7    | 40     |
| 5.  | FC Bnei Sachnin             | 26  | 10 | 9  | 7  | 026:260 | ±0    | 39     |
| 6.  | Maccabi Haifa (P)           | 26  | 10 | 8  | 8  | 029:240 | +5    | 38     |
| 7.  | Hapoel Ironi Kirjat Schmona | 26  | 9  | 8  | 9  | 035:330 | +2    | 35     |
| 8.  | Hapoel Haifa                | 26  | 8  | 4  | 14 | 029:360 | −7    | 28     |
| 9.  | MS Aschdod (N)              | 26  | 6  | 10 | 10 | 015:260 | −11   | 28     |
| 10. | Hapoel Ra’anana             | 26  | 7  | 7  | 12 | 014:290 | −15   | 28     |
| 11. | Bne Jehuda Tel Aviv         | 26  | 5  | 10 | 11 | 020:320 | −12   | 25     |
| 12. | Hapoel Kfar Saba            | 26  | 4  | 9  | 13 | 017:340 | −17   | 21     |
| 13. | Hapoel Aschkelon (N)        | 26  | 3  | 9  | 14 | 015:390 | −24   | 18     |
| 14. | Hapoel Tel Aviv 1           | 26  | 5  | 11 | 10 | 018:260 | −8    | 17     |

Platzierungskriterien: 1. Punkte – 2. Tordifferenz – 3. Siege – 4. geschossene Tore – 5. Direkter Vergleich (Punkte, Tordifferenz, geschossene Tore) – 6. play-off
| (M) | amtierender israelischer Meister     |
| (P) | amtierender israelischer Pokalsieger |
| (N) | Neuaufsteiger der letzten Saison     |

### Kreuztabelle
| 2016/17                     | Hapoel Be’er Scheva | Maccabi Tel Aviv | Maccabi Petach Tikwa | Beitar Jerusalem | FC Bnei Sachnin | Maccabi Haifa | Hapoel Ironi Kirjat Schmona | Hapoel Haifa | MS Aschdod | Hapoel Ra’anana | Bne Jehuda Tel Aviv | Hapoel Kfar Saba | Hapoel Aschkelon | Hapoel Tel Aviv |
| --------------------------- | ------------------- | ---------------- | -------------------- | ---------------- | --------------- | ------------- | --------------------------- | ------------ | ---------- | --------------- | ------------------- | ---------------- | ---------------- | --------------- |
| Hapoel Be’er Scheva         |                     | 2:0              | 5:0                  | 2:1              | 3:0             | 2:0           | 2:0                         | 5:1          | 5:0        | 2:1             | 2:1                 | 3:0              | 2:1              | 1:1             |
| Maccabi Tel Aviv            | 1:0                 |                  | 0:0                  | 2:2              | 2:1             | 0:2           | 3:0                         | 1:0          | 1:0        | 4:1             | 2:0                 | 3:1              | 0:0              | 5:0             |
| Maccabi Petach Tikwa        | 1:1                 | 0:1              |                      | 2:2              | 1:1             | 2:2           | 2:1                         | 3:1          | 0:1        | 2:0             | 2:0                 | 0:0              | 1:1              | 2:0             |
| Beitar Jerusalem            | 1:3                 | 1:0              | 1:1                  |                  | 0:1             | 0:1           | 2:2                         | 1:0          | 1:1        | 1:0             | 2:2                 | 1:0              | 3:0              | 1:1             |
| FC Bnei Sachnin             | 0:0                 | 0:3              | 0:1                  | 0:2              |                 | 1:0           | 5:2                         | 2:1          | 0:1        | 1:1             | 1:1                 | 1:0              | 1:0              | 0:0             |
| Maccabi Haifa               | 2:1                 | 2:2              | 0:2                  | 0:2              | 1:2             |               | 0:0                         | 0:3          | 0:1        | 2:0             | 1:1                 | 2:0              | 5:0              | 1:0             |
| Hapoel Ironi Kirjat Schmona | 0:2                 | 1:2              | 0:1                  | 2:0              | 2:2             | 3:0           |                             | 2:0          | 1:0        | 0:0             | 0:1                 | 1:2              | 4:1              | 2:1             |
| Hapoel Haifa                | 0:0                 | 2:4              | 2:1                  | 4:0              | 0:1             | 0:0           | 1:2                         |              | 0:1        | 1:0             | 1:0                 | 1:2              | 3:1              | 0:2             |
| MS Aschdod                  | 0:1                 | 1:2              | 2:2                  | 0:0              | 1:1             | 1:1           | 0:0                         | 1:3          |            | 0:1             | 2:2                 | 0:0              | 1:0              | 1:0             |
| Hapoel Ra’anana             | 1:0                 | 0:3              | 0:1                  | 0:4              | 0:1             | 1:1           | 0:3                         | 2:0          | 0:0        |                 | 1:0                 | 1:0              | 0:2              | 0:0             |
| Bne Jehuda Tel Aviv         | 0:3                 | 1:0              | 1:4                  | 1:1              | 1:1             | 1:1           | 0:1                         | 1:1          | 2:0        | 0:2             |                     | 1:1              | 0:0              | 0:1             |
| Hapoel Kfar Saba            | 0:2                 | 1:1              | 1:3                  | 0:2              | 2:1             | 0:2           | 2:2                         | 1:2          | 1:0        | 1:2             | 0:1                 |                  | 1:1              | 0:0             |
| Hapoel Aschkelon            | 1:5                 | 1:2              | 0:1                  | 1:1              | 0:1             | 0:2           | 1:1                         | 3:2          | 0:0        | 0:0             | 1:0                 | 0:0              |                  | 0:1             |
| Hapoel Tel Aviv             | 0:0                 | 0:1              | 0:1                  | 1:2              | 1:1             | 0:2           | 3:3                         | 0:0          | 2:0        | 0:0             | 1:2                 | 1:1              | 2:0              |                 |

## Meisterrunde
Die Vereine auf den Plätzen 1–6 nach der Vorrunde spielten im Anschluss um die Meisterschaft. Dabei wurden die Ergebnisse aller 26 Vorrundenspiele übertragen und zwischen den sechs Teams eine weitere Doppelrunde ausgetragen.

### Abschlusstabelle
| Pl. | Verein                  | Sp. | S  | U  | N  | Tore    | Diff. | Punkte |
| --- | ----------------------- | --- | -- | -- | -- | ------- | ----- | ------ |
| 1.  | Hapoel Be’er Scheva (M) | 36  | 26 | 7  | 3  | 073:180 | +55   | 85     |
| 2.  | Maccabi Tel Aviv        | 36  | 22 | 6  | 8  | 060:270 | +33   | 72     |
| 3.  | Beitar Jerusalem 2      | 36  | 16 | 12 | 8  | 053:360 | +17   | 58     |
| 4.  | Maccabi Petach Tikwa    | 36  | 15 | 11 | 10 | 042:340 | +8    | 56     |
| 5.  | Maccabi Haifa (P)       | 36  | 13 | 9  | 14 | 033:400 | −7    | 48     |
| 6.  | FC Bnei Sachnin         | 36  | 13 | 9  | 14 | 032:460 | −14   | 48     |

Platzierungskriterien: 1. Punkte – 2. Tordifferenz – 3. Siege – 4. geschossene Tore – 5. Direkter Vergleich (Punkte, Tordifferenz, geschossene Tore) – 6. play-off
| (M) | amtierender israelischer Meister     |
| (P) | amtierender israelischer Pokalsieger |

### Kreuztabelle
| 2016/17              | Hapoel Be’er Scheva | Maccabi Tel Aviv | Beitar Jerusalem | Maccabi Petach Tikwa | Maccabi Haifa | FC Bnei Sachnin |
| -------------------- | ------------------- | ---------------- | ---------------- | -------------------- | ------------- | --------------- |
| Hapoel Be’er Scheva  |                     | 1:0              | 2:0              | 1:1                  | 2:0           | 4:0             |
| Maccabi Tel Aviv     | 1:2                 |                  | 0:2              | 2:0                  | 3:0           | 3:0             |
| Beitar Jerusalem     | 1:1                 | 1:1              |                  | 2:1                  | 3:0           | 2:0             |
| Maccabi Petach Tikwa | 1:2                 | 2:1              | 0:1              |                      | 1:0           | 0:1             |
| Maccabi Haifa        | 1:3                 | 1:3              | 1:5              | 1:0                  |               | 1:0             |
| FC Bnei Sachnin      | 0:1                 | 0:2              | 3:2              | 0:0                  | 0:1           |                 |

## Abstiegsrunde
Die Vereine auf den Plätzen 7–14 nach der Vorrunde spielten im Anschluss gegen den Abstieg. Dabei wurden die Ergebnisse aller 26 Vorrundenspiele übertragen und zwischen den acht Teams nur eine Einfachrunde ausgetragen. Die vier bestplatzierten Vereine der Vorrunde erhielten dabei ein Heimspiel mehr als die anderen Vier. Nach Abschluss der Runde stiegen die Mannschaften auf den Rängen 13 und 14 in die zweitklassige Liga Leumit ab.

### Abschlusstabelle
| Pl. | Verein                      | Sp. | S  | U  | N  | Tore    | Diff. | Punkte |
| --- | --------------------------- | --- | -- | -- | -- | ------- | ----- | ------ |
| 7.  | Hapoel Ironi Kirjat Schmona | 33  | 10 | 9  | 14 | 044:480 | −4    | 39     |
| 8.  | Hapoel Haifa                | 33  | 10 | 7  | 16 | 039:460 | −7    | 37     |
| 9.  | MS Aschdod (N)              | 33  | 7  | 15 | 11 | 022:320 | −10   | 36     |
| 10. | Hapoel Ra’anana             | 33  | 9  | 9  | 15 | 022:400 | −18   | 36     |
| 11. | Bne Jehuda Tel Aviv         | 33  | 8  | 11 | 14 | 026:390 | −13   | 35     |
| 12. | Hapoel Aschkelon (N)        | 33  | 7  | 11 | 15 | 024:420 | −18   | 32     |
| 13. | Hapoel Kfar Saba            | 33  | 7  | 10 | 16 | 023:400 | −17   | 31     |
| 14. | Hapoel Tel Aviv 3           | 33  | 8  | 14 | 11 | 029:340 | −5    | 29     |

Platzierungskriterien: 1. Punkte – 2. Tordifferenz – 3. Siege – 4. geschossene Tore – 5. Direkter Vergleich (Punkte, Tordifferenz, geschossene Tore) – 6. play-off
| (N) | Neuaufsteiger der letzten Saison |

### Kreuztabelle
| 2016/17                     | Hapoel Ironi Kirjat Schmona | Hapoel Haifa | MS Aschdod | Hapoel Ra’anana | Bne Jehuda Tel Aviv | Hapoel Aschkelon | Hapoel Kfar Saba | Hapoel Tel Aviv |
| --------------------------- | --------------------------- | ------------ | ---------- | --------------- | ------------------- | ---------------- | ---------------- | --------------- |
| Hapoel Ironi Kirjat Schmona |                             | 0:2          | –          | 2:3             | –                   | –                | 1:4              | 2:3             |
| Hapoel Haifa                | –                           |              | 1:1        | –               | 1:1                 | 1:4              | –                | 3:3             |
| MS Aschdod                  | 1:1                         | –            |            | 2:2             | –                   | –                | 0:0              | 2:0             |
| Hapoel Ra’anana             | –                           | 0:2          | –          |                 | 0:2                 | 0:2              | –                | 1:1             |
| Bne Jehuda Tel Aviv         | 0:2                         | –            | 2:1        | –               |                     | –                | 1:0              | –               |
| Hapoel Aschkelon            | 2:1                         | –            | 0:0        | –               | 1:0                 |                  | –                | –               |
| Hapoel Kfar Saba            | –                           | 1:0          | –          | 0:2             | –                   | 1:0              |                  | –               |
| Hapoel Tel Aviv             | –                           | –            | –          | –               | 2:0                 | 0:0              | 2:0              |                 |

## Torschützenliste
| Pl. | Name                  | Team                 | Tore |
| --- | --------------------- | -------------------- | ---- |
| 01. | Viðar Örn Kjartansson | Maccabi Tel Aviv     | 19   |
| 02. | Tal Ben Haim          | Maccabi Tel Aviv     | 15   |
| 03. | Anthony Nwakaeme      | Hapoel Be’er Scheva  | 14   |
| 03. | Ben Sahar             | Hapoel Be’er Scheva  | 14   |
| 03. | Itay Shechter         | Beitar Jerusalem     | 14   |
| 06. | Idan Vered            | Beitar Jerusalem     | 11   |
| 07. | Gigi Kanyuk           | Maccabi Petach Tikwa | 10   |
| 07. | Eli Elbaz             | Hapoel Kfar Saba     | 10   |
| 09. | Mahran Lala           | Hapoel Haifa         | 09   |
| 09. | Guy Melamed           | Maccabi Petach Tikwa | 09   |